# Just Cause 2
Just Cause 2 är ett dator- och TV-spel från 2010, utvecklat av svenska Avalanche Studios och marknadsfört av Eidos Interactive. Det är en uppföljare till spelet Just Cause från 2006.
Just Cause 2 släpptes 25 mars 2010 till Microsoft Windows, PlayStation 3 och Xbox 360.

## Spelupplägg
Spelaren kan röra sig fritt i spelets värld. Flera nya tillägg och förbättringar till spelet har belysts av chefsdesignern Peter Johansson. AI i spelet har skrivits om för att använda ett planeringssystem som gör det möjligt att fiender kan utföra olika handlingar. Fiender kan använda miljön till sin fördel, ta skydd bakom objekt och anpassa sig till de objekt som ligger kring dem.  
Det finns flera nya vapen i Just Cause 2. Det finns också flera nya fordon, inklusive en Boeing 737, därtill större skillnad i hantering av de olika fordonen. Det finns också enskilda komponenter som kan lossna från fordon. Inledningsvis måste spelaren skaffa sig vapen och fordon på eget initiativ. Tidigt i spelet möter spelaren en leverantör på svarta marknaden där vapen och fordon kan köpas och få dem levererade till sin position via helikopterleveranser. Alla vapen och fordon på den svarta marknaden har parametrar som kan uppgraderas i flera steg genom att bygga uppgraderingar till vapen och fordonskomponenter. Det finns över 2 000 delar som spelaren kan få.
Intressanta detaljer om Just Cause 2 inkluderar dubbla änterhakar, vilket ger spelaren möjlighet att kedja objekt till varandra. Denna funktion kan användas till exempel i hög hastighet på fordon, där spelaren kan använda dubbla hakar för att fästa ett förföljande fordon till marken, vilket omedelbart tvingar det att stanna och orsakar då enorma skador på fordonet. Dessutom har spelaren en fallskärm som alltid är redo att sättas in även om den har tagits i bruk och laddas om strax innan. 
Playstation 3-versionen av spelet gör att spelaren kan spela in sitt spel på film och antingen överföra det till XMB eller till Youtube inifrån spelet.

## Handling
Spelet börjar med att Agenten Rico Rodriguez landar i den fiktiva sydostasiatiska önationen Panau. Efter att tidigare ha varit en amerikansk allierad har nu Panau tagits över av Panak "Baby" Panay, som styr nationen med hårda lämpor och klipper av alla band till USA. Ricos uppdrag är att driva bort Panay från sitt ämbetsverk.

## Spelvärld

### Republiken Panau
Republiken Panau, eller bara Panau, (Panauanska: สาธารณรัฐปาเลา), är ett fiktivt land och en ögrupp som dyker upp i spelserien Just Cause, där banan man spelar på är just Panau. Det framgår inte exakt var Panau ligger, men vissa gånger nämns sydöstra Asien. En kommande film med grunderna i Just Cause-serien ska också utspela sig i Republiken Panau.

#### Politik
Den tidigare presidenten av Panau, Papa Panay, var en sympatisk ledare som var älskad av sitt folk, accepterad av USA och Förenta Nationerna. Han styrde med demokratisk regim. Enligt ryktena ska Papa Panay ha blivit mördad av sin egen son, Pandak Panay. Helt säkert vet man inte, eftersom Pandak Panay har isolerat landet. Pandak Panay ska sedan ha tagit över makten i Panau, men inte med samma regim som hans far. Pandak Panay införde en hårt isolerad fascistisk diktatur i Panau, med en regim-kontrollerad polisstyrka och militär. Sedan gjorde han sig själv till en Gud för folket och införde hårt kontrollerade lagar med hårda straff, däribland avrättning med giljotin om man nämnde något negativt om Pandak Panay och hans regering. Pandak Panay utnyttjade också sin fars vänskap med USA genom att använda hans gamla vapen, vilka hans far fått från USA (luftvärnskanoner, maskingevär, revolvrar, etc). Denna situation och politik har många likheter med Nazityskland. Man tror att Pandak Panay mördade Papa Panay för att komma åt stora mängder olja som man utvinner genom dussintals oljeplattformar bland öarna, för att bilda en ny regim och komma åt makten i Republiken Panau. Sedan lät han också andra fascistiska eller kommunistiska stormakter såsom Kina, Sovjetunionen, Japan och Vietnam komma åt oljan för en stor summa pengar.
Regimen Pandak Panay störtades av den amerikanska agentbyrån, med hjälp av de olika kriminella organisationerna i landet. Den första av dessa kallas The Reapers, och är en marxist-kommunistisk frihetsrörelse. Den andra kallas The Roaches, och påminner om en Maffia. Den tredje kallas Ular Boys, och är en grupp av smått galna naturister.

#### Geografi
I den sydvästra delen av Panau ligger den stora Lautan Lama-öknen. Lautan Lama är den torraste platsen i sydöstra Asien och består främst av militärbaser, men även en del byar och två städer. I sydöst finns en ögrupp som heter Selatan Archipelago. Denna ögrupp består av omkring 15 små och stora öar, och är den näst mest befolkade delen av Panau. Här ligger även den stora militär-ön (för allmänheten okänt namn) där Pandak Panay hade sitt fort Wajah Ramah. I nordöst ligger den stora bergskedjan Berawan Besar, där Panaus högsta punkt ligger. Här kan man hitta många olika skid-resorter och hotell, även många gamla övergivna militärbaser (även några fortfarande i bruk). I väst har man de fem stora öarna som utgör den största staden och huvudstaden Panau City, samt Panaus internationella flygplats.

#### Historia
Många stormakter har under 1600-talet hittat till Panau och grundat kolonier där, bland annat Nederländerna och Portugal, senare även Storbritannien och Japan.

#### Koloniseringen
I slutet av 1800-talet tog Storbritannien över Portugals dåvarande koloni, och grundade en ny koloni. Men ekonomin gick dåligt, och flera uppror av indianerna och lokalbefolkningen sinkade kolonins inkomst till Storbritannien och till slut skrevs Panaus självständighetsförklaring under år 1923 och Republiken Panau grundades. Republiken fick namnet från den lokala indianstammen, som kallade sin gud för "Apanau". Nästan genast kom ett främlingsfientligt parti till makten, National Party of Panau, som körde ut alla britter och andra européer från landet. Det engelska språket behölls däremot som talspråk, medan regimen införde ett asiatiskt skriftsystem, liknande thailändska. Folket hade inga problem med regimen, och Panau mådde bra ekonomiskt och industrin gick bra. Däremot hade landet ingen inkomst vad gällde turister eller affärer med utlandet. 

#### Andra världskriget
I februari 1937 flygbombade Japan Panau City, och invaderade landet med sina stora trupper och slagskepp. Alla i National Party of Panau dödades, och nu var Panau en del av kejsardömet Japan. Japanerna lade sin bas på den ö som ligger längst nordväst i Panau och där byggde de även sitt effektiva elektro-magnetiska vapen som kunde utplåna all elektronik i landet på kejsarens order. Vapnet användes dock aldrig. Människorna som levde i Panau under andra världskriget kände inte av kriget alls, förutom sin nya härskare i Japan. När kriget var slut och japanerna kapitulerat, blev Panau åter fritt och blev åter igen Republiken Panau med National Party of Panau vid makten.

#### Revolutionen
Denna sektions information har inte stöd av spelet.
I maj 1962 gjordes en revolution mot regimen i landet med Papa Panay i ledningen, då folket tröttnat på regimen och ville öppna sig mot omvärlden samt införa demokrati. Papa fick stöd av USA bland annat genom att han fick vapen och pengar. I juli 1962 fick till slut demokraterna makten och de åtta personerna som National Party of Panau bestod av hängdes i Panau Citys stadshus inför allmänheten. Papa Panay valdes till president i landet. Han regerade fram till sin död år 1990. Samma år blev hans son, Pandak Panay, president i hans ställe. Pandak införde en regim som var kommunistisk och fascistisk samt gjorde sig själv till enväldig härskare. Han stängde åter av landet från allmänheten och koncentrerade landet enormt. Folket i Panau led enormt under hans styre och flera hemliga organisationer bildades emot regimen, bland annat The Reapers, som bildades runt millennieskiftet med Bolo Santosi i ledningen. De gjorde flera bombattentat mot olika TV-stationer, tidningar, militärbaser och flygplatser tillhörande regimen runt om i Panau. The Reapers fick även stöd från den amerikanska underrättelsetjänsten, CIA. Till slut i maj 2010 lyckades "The agency" besegra Pandak Panay genom att inta hans atomdrivna enorma ubåt och sedan fästa honom på hans egen atombomb som var avsedd för att hamna i Washington DC. Den detonerade till slut i Panaus luftrum och det innebar diktaturens fall.

#### Industri
På senare tid har Republiken Panau öppnat många olika industriella fabriker, bland annat för tillverkning av hög-teknologi, bilar och flygplan. Dock tillverkas inga utländska märken, endast märken från Panau. Man kan däremot hitta många västerländska affärskedjor och restaurangkedjor i städerna, och textilindustrin är stor. Eftersom Panau är kommunistiskt är fabriksarbeten och boskapsskötsel stort.

#### Ekonomi
Eftersom Republiken Panau är kommunistisk har staten en planekonomi och alla företag tillhör staten. Dock har folket bra löner för vanliga arbeten i fabriker, upp till det dubbla mot vad man har i västvärlden. Landet tjänar mycket pengar på sina rika oljetillgångar och sina affärer med utländska företag. Republiken Panau tillhör också Asiens mest besökta länder, sedan landet öppnat sig mot omvärlden, de har en otroligt rik historia med många platser och museum.

#### Klimat
Republiken Panau ligger vid ekvatorn i sydöstra Asien. Klimatet varierar mycket från nord till syd. I nord är det höga höjder, ibland med snö, medan det i söder är torra öknar och tropiska öar.  På vintern kan det vara från -2 grader till 20 grader och på sommaren 10 grader till 45 grader.

## Rollfigurer

### Rico Rodriguez
Rico Rodriguez (född den 25 januari 1968) är huvudpersonen och en av protagonisterna i spelet. Han kallas av invånarna på ön Panau för Scorpio. Han blev skickad till Panau när en organisation inom CIA, endast känd som "The Agency", befarade att hans lärare och vän, Tom Sheldon, slutat följa order. Rico skickades ut för att leta reda på Sheldon och döda honom men det slutar med att Tom berättar varför han försvann och bröt mot de livsregler han lärt sig. Rico börjar då hjälpa honom att störta Pandak Panay. Ricos vanligaste vapen är hans änterhake som han kan hämta saker på avstånd med, eller använda för att dra sig själv mot en plats.

### Pandak Panay
Pandak Panay (panauanska: ฉัน'แพนดัก'แพน) är den tidigare ledaren i den fiktiva staten Panau. Han var hatad av folket, fast han själv trodde att han var älskad.
Pandak föddes den 13 mars 1978 i Kuala Cherah, Republiken Panau. Hans far var ledaren Papa Panay, som var älskad av folket. Pandak var väldigt uppassad av tjänare under sin barndom, vilket gjorde att han blev egoistisk och trodde att alla älskade honom. Detta utvecklades så småningom till fascism.